# Папин, Александр Васильевич
Алекса́ндр Васи́льевич Па́пин (7 апреля 1934, Москва — 21 ноября 2022) — советский и российский волейбольный тренер.

## Биография
В 1968 году был приглашен в Московский городской совет СДСО «Буревестник». С 1968 по 1972 год — тренер команды «Буревестник».
С 1968 по 1980 год подготовил 11 мастеров спорта, 6 мастеров спорта международного класса и Олимпийского чемпиона (1980) Владимира Дмитриевича Чернышёва.
С 1980 по 1984 год работал в Африке. По возвращении тренировал сборные юношеских и молодёжных команд СССР, СНГ, России, работал в Центральной Школе высшего спортивного мастерства, затем преобразованной в Московское городское физкультурно-спортивное объединение (МГФСО). С 2004 года в волейбольном клубе «Динамо» занимался подготовкой резерва в команде «Динамо-Олимп».
Скончался 21 ноября 2022 года.

## Семья
- Жена — Валентина Николаевна Папина
- Дети — Андрей (род. 1968), Александр (род. 1977)

## Достижения
- Чемпион VI Спартакиады народов СССР (сборная команда г. Москвы) (1975)
- Бронзовый призёр Чемпионата СССР (команда МВТУ им. Баумана) (1977)
- Чемпион Центральной Африки (1982)
- Чемпион Европы (сборные молодёжные команды СССР и России) (1988, 1996)
- Чемпион мира (сборные молодёжные команды СССР) (1989, 1990)
- Бронзовый призёр чемпионата России (команда «Динамо») (2001)